# Kaspar Zillesius
Johann Kaspar Zillesius (* 5. April 1635 in Wolf an der Mosel; † 17. November 1686 in Traben-Trarbach) war ein deutscher Jurist.

## Leben
Sein Stiefvater, der ehemalige Pfalz-Birkenfelder Kammerdiener Johann Ruprecht Kröber, seit 1637 Schultheiß in Wolf, schickte Zillesius auf das Gymnasium in Trarbach. Anschließend studierte er bis 1659 in Straßburg und Tübingen. Als Lizentiat der Rechte wurde er 1661 Rat unter Herzog Georg Wilhelm von Birkenfeld, 1665 Kanzleidirektor, also Regierungsvorstand in Birkenfeld. Nach der Auflösung der Regierungskanzlei 1672 wurde Zillesius Regierungsrat und ständiger Vertreter Herzog Christians II. von Birkenfeld in der mit der Markgrafschaft Baden gemeinsam besetzten Regierung in Traben-Trarbach.

## Werk
Zillesius verfasste 1664 eine – wenig zuverlässige – in mehreren Handschriften überlieferte Genealogia Sponhemica (1835 von Christian von Stramberg gedruckt), eine Schrift über die Kirchenstreitigkeiten der Hinteren Grafschaft Sponheim (1671) und mehrere gedruckte juristische Werke auf Latein.
Für Winfried Dotzauer war er der „vielleicht bedeutendste, sicherlich bekannteste, Vertreter hintersponheimischer Gelehrsamkeit“.

## Familie
Zillesius war bäuerlicher Abkunft: Sohn von Markus Zilles (1599–1635) und Maria Ludwig, beide evangelisch-lutherisch. Ein Bruder seines Großvaters war der Begründer einer Studienstiftung, der Oberamtmann von St. Maximin in Trier, Nikolaus Zillesius. Da Kaspar Zillesius evangelisch war, kam er aber nicht in den Genuss der Stiftung. 
Kaspar Zillesius heiratete am 21. November 1665 Elisabeth Juliana Molitor aus Enkirch, Tochter des Pfalz-Birkenfelder Rats Peter Molitor, die als Witwe am 7. Januar 1688 in Trarbach den Pfalz-Zweibrückischen Rat Karl Ludwig Ehrentraut ehelichte. Sie starb am 9. April 1713 im Alter von 64 Jahren. Die Ehe von Zillesius blieb kinderlos.
Eine Takenplatte mit dem Wappen des Zillesius (drei Wolfsangeln) ist noch vorhanden.